# Dideoxyribonukleotid

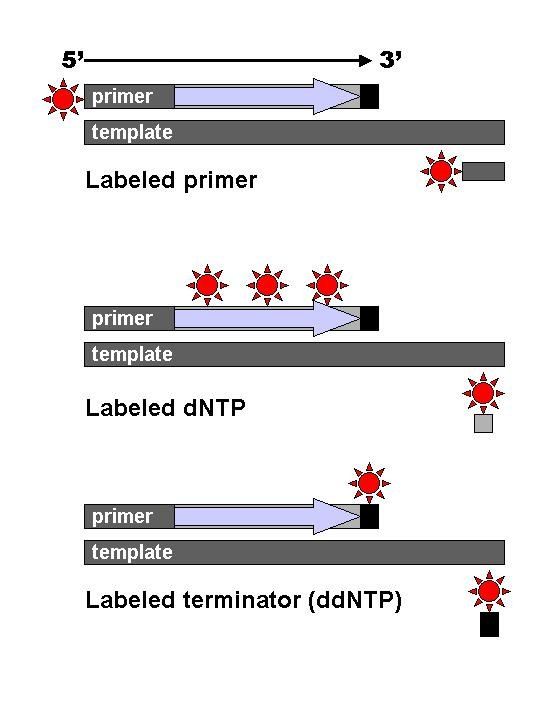
Sangerova metoda sekvenování DNA

Dideoxyribonukleotid (ddNTP) je derivát nukleotidů, který postrádá OH skupinu na 2' i 3' uhlíku svého cukru (dideoxy)ribózy. Zatímco totiž má ribonukleotid obě OH skupiny a deoxyribonukleotid jednu OH skupinu, dideoxynukleotid neobsahuje na těchto pozicích žádnou. Dideoxynukleotidy jako takové jsou pouze uměle připravené, nejsou schopné plnit správně funkci v buňce. Mají však pro výzkumníky význam např. v sekvenování DNA metodou Fredericka Sangera, neboť jsou schopné ukončit probíhající replikaci DNA.